# Pius VII.

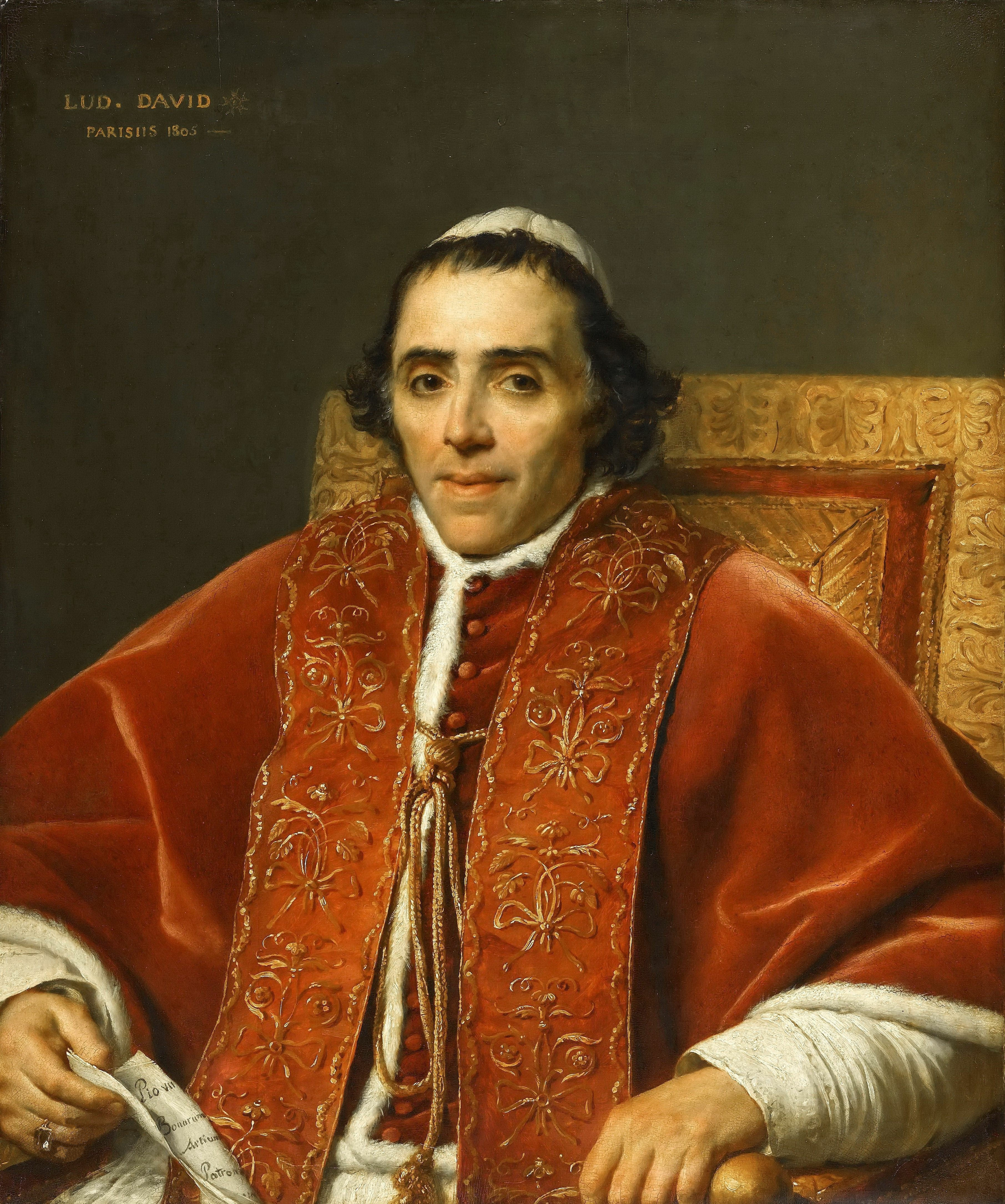
Pius VII., Porträt von Jacques-Louis David, 1805

Pius VII. (* 14. August 1742 in Cesena, Kirchenstaat als Graf Luigi Barnaba Niccolò Maria Chiaramonti; † 20. August 1823 in Rom) war von 1800 bis zu seinem Tod der 251. Papst der römisch-katholischen Kirche. Am 15. August 2007 erhielt er im Beisein von Papst Benedikt XVI. im Zuge des Seligsprechungsprozesses den Titel ehrwürdiger Diener Gottes.

## Biografie

Wappen Pius’ VII., moderne Nachzeichnung

Luigi Barnaba Chiaramonti entstammte einer Patrizierfamilie aus Cesena. Als der Vater Scipione Chiaramonti 1750 starb, hinterließ er die Witwe Giovanna Coronata und fünf Kinder. Die Mutter trat einige Jahre später in das Kloster der Unbeschuhten Karmelitinnen in Fano ein; Luigi Barnaba Chiaramonti wählte 14-jährig ebenfalls das Ordenleben und trat in das Benediktinerkloster Santa Maria del Monte bei Cesena ein. Bei der Profess nahm er Gregorio als Ordensnamen an und empfing 1765 die Priesterweihe. Nach Studien der Philosophie und Theologie lehrte er ab 1766 als Lektor (Dozent) in Seminarien seines Ordens in Parma und Rom.
Chiaramonti entsprach dem zeitgenössischen Ideal des gebildeten Benediktiners. Für seine weitere kirchliche Karriere war ausschlaggebend, dass er mütterlicherseits entfernt mit dem aus Cesena stammenden Papst Pius VI. (Giovanni Angelo Graf Braschi) verwandt war und von diesem gefördert wurde. Pius VI. ernannte Chiaramonti 1782 zum Bischof von Tivoli, dann war er ab 1784 Bischof von Imola und am 14. Februar 1785 erhob ihn der Papst schließlich zum Kardinalpriester von S. Callisto. Nach mehreren Aufständen musste Kardinal Chiaramonti, der eine Politik des Ausgleichs verfolgte, Imola verlassen und kehrte in seine Heimatstadt Cesena zurück.
Bei der französischen Invasion in Oberitalien 1797 (Italienfeldzug) trat Kardinal Chiaramonti öffentlich gegen nutzlosen Widerstand auf. Als die Stadt Lugo sich dennoch widersetzte und zur Plünderung freigegeben wurde, machte der Kardinal einen Kniefall vor dem französischen General Augereau und setzte damit der Plünderung ein Ende.
Nach dem Tod von Pius VI. 1799, Pius „dem Letzten“ (Spott der revolutionären Kräfte), in Valence kam es 1800 zu einem Konklave in der Abtei San Giorgio Maggiore in Venedig unter österreichischem Schutz. Es dauerte 105 Tage, da mehrere Kandidaten den Österreichern oder Franzosen politisch nicht genehm waren. Schließlich wurde Barnaba Chiaramonti als neutraler und kurienferner Kandidat vorgeschlagen, durch Unterstützung des Sekretärs des Konklaves und einflussreichen Vatikan-Politikers Ercole Consalvi am 14. März 1800 zum neuen Pontifex gewählt und am 21. März 1800 zu Papst Pius VII. gekrönt.

## Pontifikat

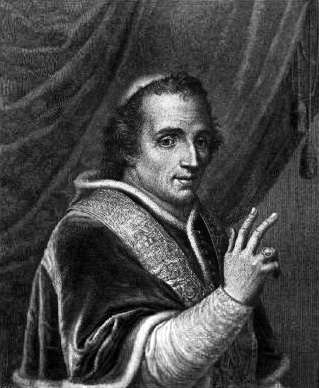
Papst Pius VII.

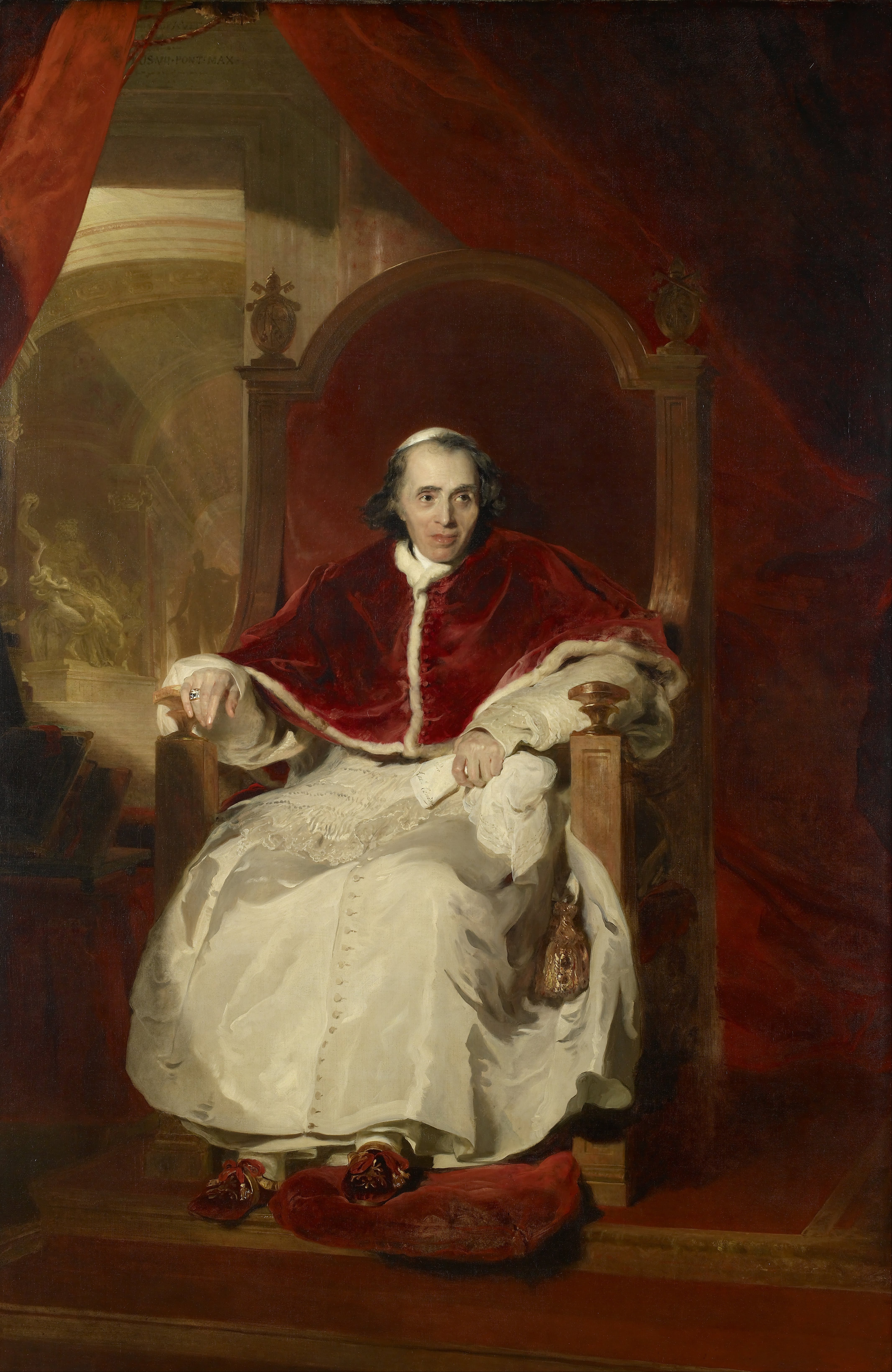
Nach Thomas Lawrence

Seine Zeit als Papst war dominiert von der Situation in Frankreich, in der die Kirche durch die Revolution weitgehend enteignet und völlig zerschlagen worden war. Durch Verhandlungen mit Napoleon Bonaparte, in denen er auf die Ergebnisse der Revolution einging, soweit sie für die Kirche annehmbar waren, kam es zum historischen Konkordat von 1801, das das Verhältnis der katholischen Kirche zum französischen Staat für die nächsten 104 Jahre regelte. In ihm musste der Papst anerkennen, dass die katholische Kirche nicht mehr Staatsreligion war, obgleich die Mehrheit der Franzosen dieser Kirche angehörte.

### Konflikte mit Napoleon
Pius VII. versuchte vergeblich, Napoleon zur Wiederherstellung des Kirchenstaates zu bewegen. Seine Versuche führten 1804 sogar zu der Demütigung, an der Kaiserkrönung Napoleons in Paris mitwirken zu müssen. Als Gegenleistung erhielt Pius VII. nur die Zulassung einiger Orden und die Aufhebung des republikanischen Kalenders.
1806 eskalierte der Streit zwischen Kaiser und Papst: Napoleon erklärte, der Papst sei de facto sein Untertan, und er erwartete, dass der Papst offen gegen Napoleons Feinde Maßnahmen ergreife. Der Papst protestierte diplomatisch – aber deutlich – gegen beides und weigerte sich, in einem Krieg Partei zu nehmen. Am 2. Februar 1808 rückte eine französische Division unter General Miollis in Rom ein, am 16. Mai verfügte ein kaiserliches Dekret, dass Rom direkt mit dem französischen Territorium vereint wurde.
Nachdem der Papst Napoleon am 10. Juni 1809 exkommuniziert hatte, wurde Pius VII. durch General Radet, Kommandeur der kaiserlichen Gendarmerie, in der Nacht vom 5. auf den 6. Juli verhaftet und als Gefangener nach Savona in Ligurien gebracht. Durch Senatsbeschluss vom 17. Februar 1810 gliederte Frankreich den Kirchenstaat in das Kaiserreich ein. Gleichzeitig erhob es Rom zur „zweiten Stadt des Kaiserreichs“ und kündigte an, dass ein künftiger Thronfolger als König von Rom dort einen zweiten kaiserlichen Hof halten werde. Ferner ordnete Frankreich das Papsttum in diesem Beschluss der französischen Souveränität und dem Gallikanismus unter.
Nach seiner Abführung nach Frankreich wurde der Papst 1812 auf Schloss Fontainebleau interniert. Trotz starken Drucks blieb Pius auch im Exil gegenüber den Forderungen Napoleons fest; er weigerte sich auch, in Frankreich neue Bischöfe einzusetzen, solange er gefangen war. Einmal trat er sogar in den Hungerstreik.
Nach der Abdankung Napoleons konnte Pius am 24. Mai 1814 wieder in Rom einziehen. Er erhielt 1815 durch die Beschlüsse des Wiener Kongresses den Kirchenstaat zurück. Trotz der schlechten Behandlung durch Napoleon gewährte Pius VII. der Familie Napoleons in Rom Asyl und intervenierte bei den Engländern zugunsten Napoleons.
Durch sein diplomatisches Geschick und seine Anpassungsfähigkeit sorgte er für die Wiedererstarkung des Papsttums als Zentrum der katholischen Kirche und als moralische Autorität. Im selben Jahr restaurierte der Papst auch den Jesuitenorden. Er versprach sich davon die Überwindung der Aufklärung und ein Wiederaufblühen des religiösen und kirchlichen Lebens. Zudem initiierte Pius VII. die Restauration des Kirchenstaates, die insbesondere durch Kardinal Agostino Rivarola ausgeführt wurde. Auf dem diplomatischen Parkett wurde er von Kardinalstaatssekretär Ercole Consalvi unterstützt, der das Konkordat von 1801 ausgehandelt hatte. Mit dem Abschluss des Konkordats mit dem Königreich Sizilien im Februar 1818 gelang es Pius, politische und religiöse Spannungen zwischen dem Kirchenstaat und Sizilien beizulegen. Nach Verhandlungen mit König Ludwig XVIII. erreichte er 1819 die Wiedererrichtung der päpstlichen Nuntiatur in Paris.

### Haltung zum Verhältnis von Kirche und Staat und Menschenrechten
Pius VII. illiberale Haltung zu den Fragen der Ausgestaltung des Staat-Kirche-Verhältnisses sowie den Menschen- und Bürgerrechten geht aus dem Apostolischen Brief an den Bischof von Troyes aus dem Jahr 1814 (Post tam diuturnas) hervor, den er in Anbetracht seiner Enttäuschung über den Entwurf der Senatsverfassung vom 6. April 1814 verfasste. An diesem (letztlich nicht inkraftgetretenen) Entwurf verurteilt er – neben der Nichtanerkennung des Katholizismus als Staatsreligion und der Nichterwähnung Gottes – insbesondere die in Art. 22 vorgesehene Kodifizierung der allgemeinen individuellen Religions- und Gewissensfreiheit scharf: „Dadurch, daß man allen Konfessionen ohne Unterschied die gleiche Freiheit zugesteht, verwechselt man die Wahrheit mit dem Irrtum und stellt die heilige und makellose Braut Christi, die Kirche, ohne die es kein Heil geben kann, auf die gleiche Stufe wie die häretischen Sekten oder die treulosen Juden. Indem man den häretischen Sekten und ihren Predigern Gunst und Beistand gewährt, werden nicht nur ihre Personen, sondern auch ihre Irrtümer toleriert und begünstigt.“

### Kunstmäzen und Lebensabend

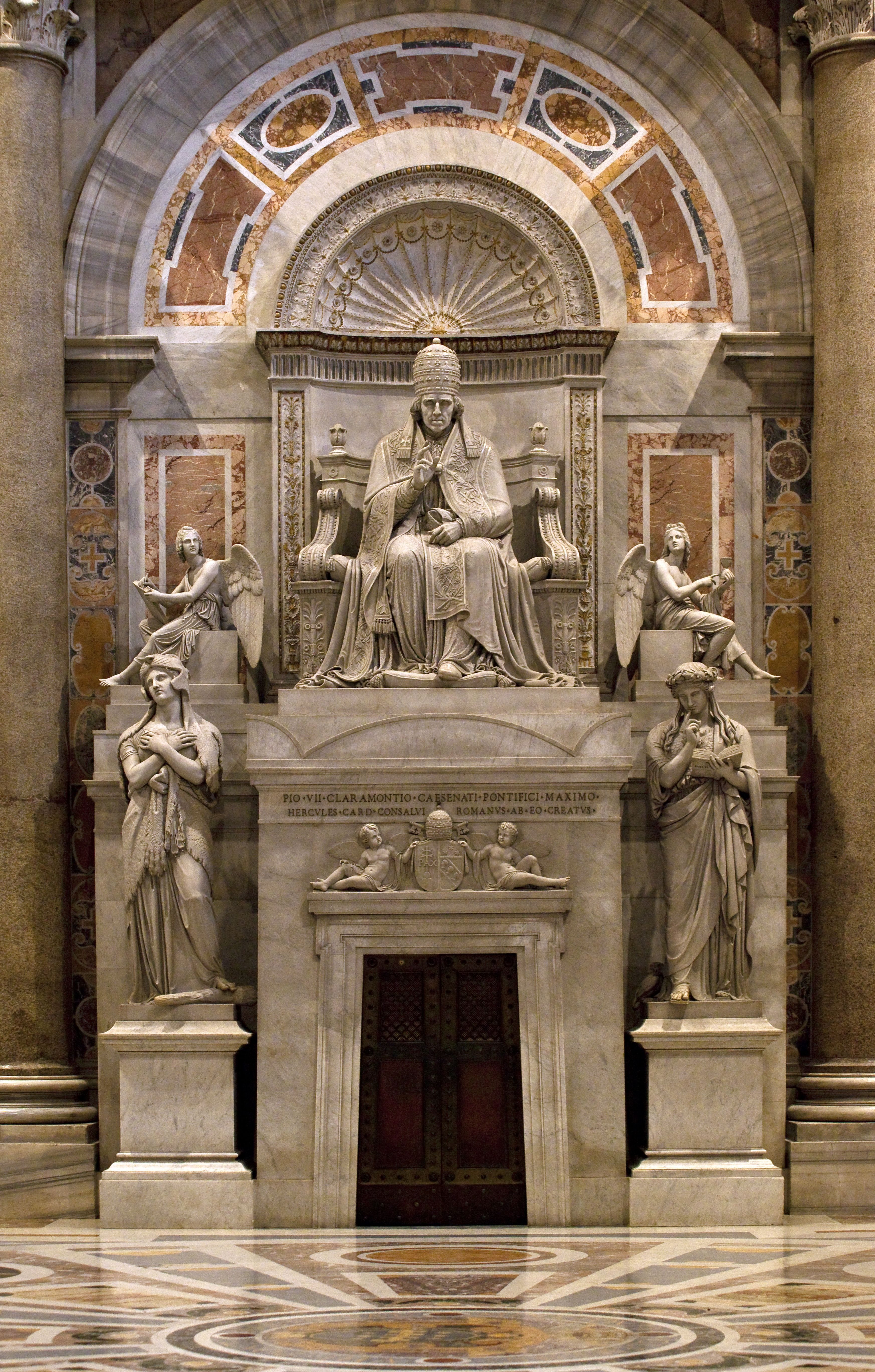
Das Grab Pius’ VII. von Bertel Thorvaldsen im Petersdom

Pius ließ durch den Bildhauer Antonio Canova, den er zum Oberaufseher über die Kunstschätze des Kirchenstaates bestellte, ab 1807 das nach ihm benannte Museo Chiaramonti einrichten, das antiken Skulpturen vorbehalten war. Der neue Flügel Braccio Nuovo wurde zwischen 1817 und 1822 vom Architekten Raphael Stern quer zur bestehenden Galerie eingezogen. Zur Rückführung der von den Franzosen verschleppten Kunstschätze des Vatikans wurde Canova bestimmt.
1818 wurde Pius VII. in Rom im Auftrag des Prinzregenten Georg (ab 1820 Georg IV.) durch den englischen Maler Thomas Lawrence porträtiert. De salute animarum ist der Titel der Zirkumskriptionsbulle des am 16. Juli 1821 mit Preußen abgeschlossenen Konkordats zur Neuordnung der kirchlichen Organisation in Preussen.
Pius VII. starb im August 1823. Das Grabmal des Papstes von Bertel Thorvaldsen befindet sich in der Cappella Clementina des Petersdoms.